# Jurski svijet (2015.)
Jurski svijet, četvrti nastavak niza igranih filmova o dinosaurima. Snimljen je 2015., a redatelj je Colin Trevorrow. Vrlo brzo je potukao mnoge rekorde. Globalno je prvi film koji je u prvih nekoliko dana prikazivanja u kinima zaradio oko 512 milijuna dolara. Film je samo od prodaje ulaznica zaradio više od 307 mlijuna dolara.

## Ideja
U lipnju 2002., Steven Spielberg izjavljuje za magazin Starlog da se razmišlja o snimanju četvrtog nastavka Jurskog parka koji bi trebao osvježiti dosadašnje, po priči koja je trebala bit osnova za Jurski park 3, ali je prekasno dobivena. Snimanje četvrtog nastavka predviđalo se 2009. godine. U siječnju 2010. iz intervjua se saznalo da će se snimiti nova trilogija čiji će početak biti ovaj film.

### Prijedlog radnje iz 2008.
Potpuno novom liku, Nicku Harrisu, osnivač Parka, bilijunaš John Hammond, izlaže plan koji treba zaustaviti stvoreno krvoproliće, stvaranjem neplodnog dinosaurskog soja koji će onemogućiti razmnožavanje vrste unutar jedne generacije. 
Problem je što su UN zabranili genetske radove na dinosaurima, a jedini genetski materijal kojeg se mogu domoći onaj je sakriven u pjeni za brijanje negdje na otoku Nublaru. Nick odlazi tamo i preživljava napade lokalnih dinosaura, ali i čuvara misteriozne švedske korporacije Grendel koja je preuzela posao od Hammonda.
Oni ga otimaju i odvoze u srednjovjekovni dvorac u Alpama. Jedan od vladara korporacije, Adrien Joyce, ponudi Nicku posao. Ispostavlja se da je dvorac zapravo sofisticirani genetski laboratorij gdje Grendel Corporation stvara dinosaure s implantiranom psećom DNK, za poslušnost, i ljudskom za inteligenciju. To je podloga za akciju i pokolj.

## Radnja
22 godine nakon događaja u Jurskom parku, tvrtka InGen otvara potpuno novi park zvan Jurski svijet. Braća Zach i Gray Mitchell (jedan srednjoškolske, a drugi predškolske dobi) dolaze kod tete Claire Dearing, menedžerice parka. No kako je prezauzeta zapošljavanjem poduzetnih sponzora za atrakcije s većim dinosaurima radi povećanja dolaska turista, njezina pomoćnica Zara vodi ih kroz park. Za tu svrhu, genetičari su stvorili novog, genetski modificiranog dinosaura, imena Indominus rex, nastalog kombinacijom DNK nekoliko dinosaura grabežljivaca i današnjih životinja poput sipe i žabe gatalinke, čiju tajnu zna dr. Henry Wu, glavni genetičar. Vlasnik parka, Simon Masrani, zove istraživača trenera velociraptora Owena Gradyja i Claire pregledati dinosaura prije nego iziđe u javnost. Owen upozorava Claire da je preopasan jer nikad nije bio u društvu drugih dinosaura.
Vic Hoskins, šef sigurnosti InGena, smatra da bi se četiri velociraptora moglo iskoristiti u vojne svrhe, a Owen tvrdi da to što je on njihov alfa, ne znači da su pitomi i obuzdani. Unutar ograde Indominusa rexa, Owen i Claire otkriju da se dinosaur naizgled popeo preko ograde i pobjegao. Owen ulazi unutra s dva člana osoblja i shvate da ih je zapravo namamio lažirajući svoj bijeg. Bježeći prema izlazu, ubije obojicu, a Owen uspije izaći i preživi sakrivši se ispod džipa. 
Nakon što Indominus rex ubije većinu vojnika za sigurnost, Claire naredi evakuaciju. U međuvremenu, Zach i Gray ušuljaju se u šumski dio parka kako bi istražili još dinosaura. Indominus rex ih napada, ali prežive u zadnji čas skočivši u vodopad. Putujući pješke, otkrivaju ruševine starog posjetilačkog centra Jurskog parka. Ondje poprave stari džip i voze se do glavnog parka. Indominus rex nastavlja s divljaštvom, ubivši nekoliko apatosaura razbija kavez za pterosaure koji pobjegnu u glavni park ubijajući turiste, među njima i Zaru. Dok ih vojnici obuzdavaju, Owen i Claire pronalaze Zacha i Grayja.
Hoskins preuzima zapovjedništvo i odluči koristiti velociraptore da nađu i ubiju Indominusa rexa, čime se Owen nevoljko slaže. Velociraptori prate njegov miris u džunglu te ga Owen i nekoliko vojnika napadnu. Međutim, kako Indominus rex posjeduje DNK velociraptora, komunicira s njima okrećući ih protiv ljudi. Owen uspostavi vezu s jednim, ali ga vojnici ubiju. U međuvremenu, Owen, Claire, Zach i Gray pronalaze Hoskinsa i dr. Wua kako bježe helikopterom uzimajući sve moguće zametke dinosaura. No kako Hoskins razotkrije svoju namjeru da stvori genetski modificirano dinosaursko super-oružje, ubija ga raptor.
Součavajući se s velociraptorima, Owen uspije ponovno uspostaviti vezu s njima kako bi ubili Indominusa rexa, koji ih naposljetku ubije. Znajući da su nadmoćni, Claire iz jedne ograde namami tiranosaura na Indominusa rexa. U borbu se uključi i jedini preživjeli raptor i zajedničkim snagama svladanog Indominusa rexa odguraju do lagune, gdje ga mezosaur povuče sa sobom po vodom. T-rex zajedno s raptorom odlazi u divljinu. Sutradan, među preživjelima u Kostarici, Zach i Gray vrate se svojim roditeljima, a Owen i Claire odluče ostati zajedno. Tiranosaur i mezosaur ostaju sami na otoku.

## Vanjske poveznice
- Službena stranica